# Wagner Moura

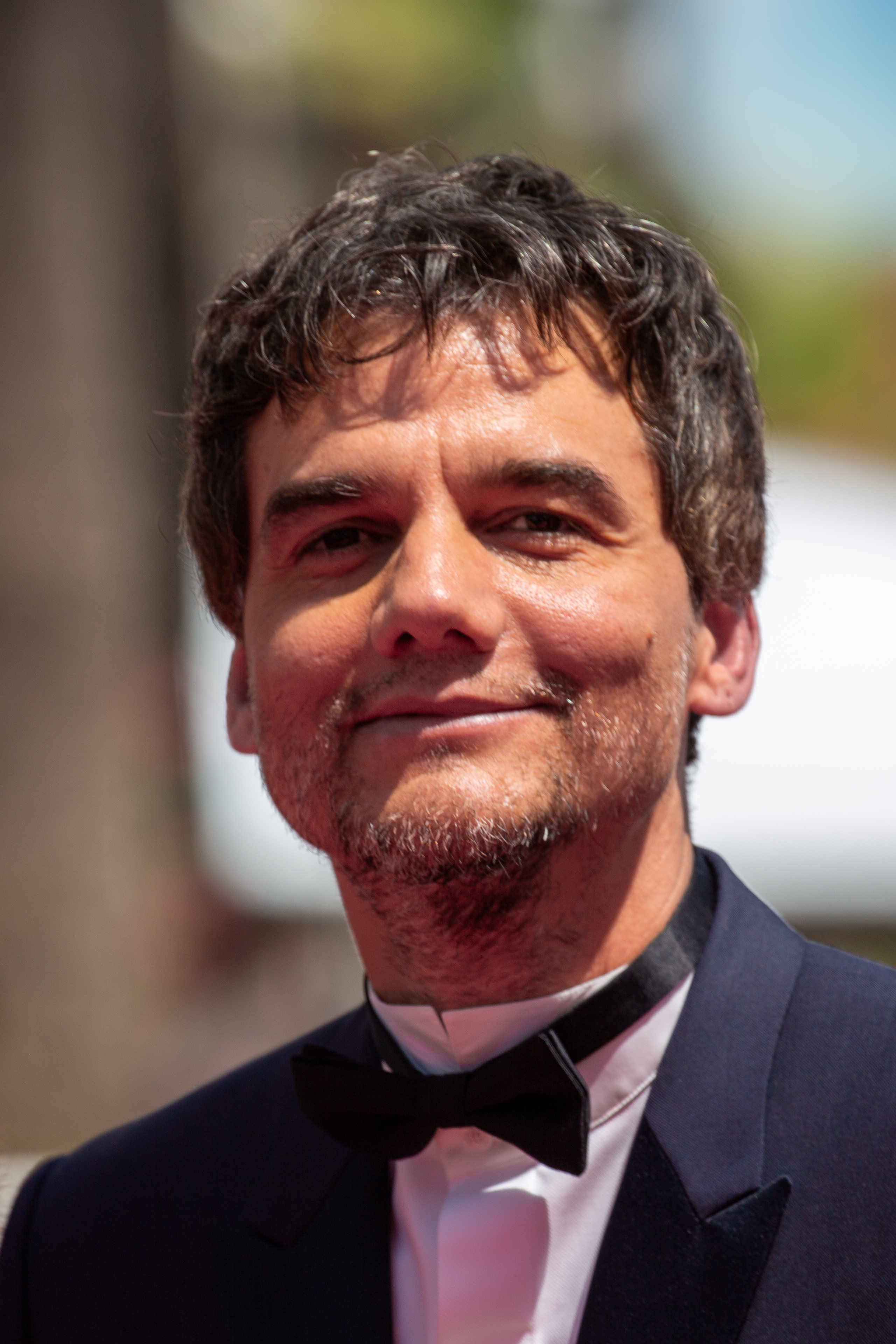
Wagner Moura (2025)

Wagner Maniçoba de Moura (* 27. Juni 1976 in Salvador) ist ein brasilianischer Film-, Fernseh- und Theaterschauspieler sowie Regisseur. Internationale Bekanntheit erlangte er in der Rolle des Drogenbarons Pablo Escobar, den er in mehreren Staffeln der Netflix-Serie Narcos darstellte.

## Leben
Moura war ab 1996 einige Jahre als Theaterschauspieler auf verschiedenen Bühnen in Salvador aktiv. Anschließend studierte er Journalismus an der Universidade Federal da Bahia. Nach seinem Abschluss betrieb Moura eine PR-Agentur für Schauspieler und Theatergruppen, die allerdings bankrottging, woraufhin er sich wieder auf die Schauspielerei konzentrierte. Seinen Durchbruch hatte er 2007 mit der Hauptrolle im Filmdrama Tropa de Elite. Seit den 2010er Jahren tritt Moura zunehmend auch in internationalen Produktionen auf. Im Jahr 2015 übernahm er die Hauptrolle des Pablo Escobar in der Netflix-Serie Narcos. 
2019 führte Moura Regie bei dem biographischen Politthriller Marighella, für den er auch das Drehbuch schrieb. Der Film über den brasilianischen Revolutionär Carlos Marighella feierte Premiere auf den Berliner Filmfestspielen.
Für die Hauptrolle in Kleber Mendonça Filhos Spielfilm The Secret Agent (2025) gewann er den Darstellerpreis des 78. Filmfestivals von Cannes.

## Filmografie
- 2000: Woman on Top
- 2000: Rádio Gogó (Kurzfilm)
- 2001: Hinter der Sonne (Abril Despedaçado)
- 2002: As Três Marias
- 2003: O Caminho das Nuvens
- 2003: Carandiru
- 2003: O Homem do Ano
- 2003: Deus é Brasileiro
- 2004: Nina
- 2005: A Máquina
- 2005: Cidade Baixa
- 2007: Tropa de Elite
- 2007: Saneamento Básico
- 2007: Ó Paí, Ó
- 2008: Romance
- 2010: VIPs
- 2010: Elite Squad – Im Sumpf der Korruption (Tropa de Elite 2)
- 2013: Elysium
- 2013: Bald Mountain (Serra Pelada)
- 2014: Praia do Futuro
- 2014: Trash
- 2019: Marighella (Regie)
- 2019: Wasp Network
- 2020: Sergio (auch Produzent)
- 2022: The Gray Man
- 2022: Der gestiefelte Kater: Der letzte Wunsch (Puss in Boots: The Last Wish) (Stimme)
- 2024: Civil War
- 2025: The Secret Agent (O Agente Secreto)

### Fernsehen
Telenovelas
- 2005: A Lua me Disse
- 2007: Paraíso Tropical

Mini-Serien
- 2006: JK

Serien
- 2003: Sexo Frágil
- 2003: Carga Pesada
- 2015–2016: Narcos
- 2018: Narcos: Mexico
- 2022: Shining Girls
- 2024: Mr. & Mrs. Smith

## Theater
- 2000: A Máquina
- 2005: Dilúvio em Tempos de Seca

## Auszeichnungen (Auswahl)
- 2008: Grande Prêmio do Cinema Brasileiro – Bester Hauptdarsteller (Tropa de Elite)
- 2011: Grande Prêmio do Cinema Brasileiro – Bester Hauptdarsteller (Elite Squad – Im Sumpf der Korruption)
- 2014: Grande Prêmio do Cinema Brasileiro – Bester Nebendarsteller (Elite Squad – Im Sumpf der Korruption)
- 2016: Nominierung – Golden Globe Award – Bester Serien-Hauptdarsteller, Drama (Narcos)
- 2025: Filmfestival von Cannes – Bester Darsteller (The Secret Agent)
- 2022: Grande Prêmio do Cinema Brasileiro – Beste Nachwuchsregie und adaptiertes Drehbuch (Marighella)